# Andray Johnson
Andray Johnson (* 10. März 1961 in Chicago, Illinois) ist ein US-amerikanischer Schauspieler.

## Leben
Johnson wurde am 10. März 1961 in Chicago geboren. Seit 1992 ist er regelmäßig in Fernseh- und Filmproduktionen zu sehen, darunter als Episodendarsteller in Raumschiff Enterprise – Das nächste Jahrhundert, Cheers, Picket Fences – Tatort Gartenzaun und Echt super, Mr. Cooper. Er hatte Rollen in den Filmproduktionen Loaded Weapon 1, Die nackte Kanone 33⅓, Blade oder Spider-Man. 2012 hatte er eine Rolle in Mac & Devin Go to High School inne. 2013 spielte er jeweils die Rolle des Police Chief Dawson in den Low-Budget-Filmen 100° Below Zero – Kalt wie die Hölle und Age of Dinosaurs – Terror in L.A. 2014 stellte er im Film Asian School Girls – Rache war nie süßer! die Rolle des Detective Jack dar. 2020 wirkte er in 12 Episoden der Fernsehserie Weird Weird Times mit.

## Filmografie (Auswahl)
- 1992: Raumschiff Enterprise – Das nächste Jahrhundert (Star Trek: The Next Generation, Fernsehserie, Episode 5x13)
- 1992: Twogether
- 1993: Loaded Weapon 1 (National Lampoon’s Loaded Weapon 1)
- 1993: Cheers (Fernsehserie, Episode 11x18)
- 1993: Picket Fences – Tatort Gartenzaun (Picket Fences, Fernsehserie, 2 Episoden)
- 1994: Babylon 5 (Fernsehserie, 4 Episoden, verschiedene Rollen)
- 1994: Die nackte Kanone 33⅓ (Naked Gun 33⅓: The Final Insult)
- 1994: Hoggs’ Heaven (Fernsehfilm)
- 1995: Murder Was the Case: The Movie (Kurzfilm)
- 1995: Echt super, Mr. Cooper (Hangin’ with Mr. Cooper, Fernsehserie, Episode 4x01)
- 1995–1996: Cybill (Fernsehserie, 2 Episoden, verschiedene Rollen)
- 1996: U.S. Customs Classified (Fernsehserie, 1 Episode)
- 1996: Could It Be a Miracle? (Fernsehdokuserie, 1 Episode)
- 1997: Moesha (Fernsehserie, Episode 2x16)
- 1997: Star Trek: Raumschiff Voyager (Star Trek: Voyager, Fernsehserie, 2 Episoden)
- 1998: Senseless
- 1998: Blade
- 1998–2000: Malcolm & Eddie (Fernsehserie, 3 Episoden, verschiedene Rollen)
- 1999: Pretty Boy (Kurzfilm)
- 2000: Martial Law – Der Karate-Cop (Martial Law, Fernsehserie, Episode 2x17)
- 2001: Carmen: A Hip Hopera (Fernsehfilm)
- 2001: What’s Up, Dad? (My Wife and Kids, Fernsehserie, Episode 2x02)
- 2002: Spider-Man
- 2002: Son of the Beach (Fernsehserie, Episode 3x11)
- 2002: Man Made (Kurzfilm)
- 2002: Star Trek: Nemesis (Star Trek Nemesis)
- 2004: The Tracy Morgan Show (Fernsehserie, Episode 1x07)
- 2005: Half & Half (Fernsehserie, Episode 3x22)
- 2005: Flightplan – Ohne jede Spur (Flightplan)
- 2005: Dick und Jane (Fun with Dick and Jane)
- 2006: Stranger Adventures (Fernsehserie, Episode 1x02)
- 2007: The Box (Kurzfilm)
- 2007: Seventh & Hill (Kurzfilm)
- 2007: Cordially Invited
- 2007: Murder by the Book – Die echten Thriller Murder (Murder by the Book, Fernsehdokuserie, Episode 2x02)
- 2007: Retribution (Kurzfilm)
- 2007: The Investigators (Fernsehdokuserie, Episode 8x23)
- 2008: MADtv (Fernsehserie, Episode 14x07)
- 2008: Relations (Fernsehfilm)
- 2008–2009: Talkshow with Spike Feresten (Fernsehserie, 3 Episoden)
- 2009: Black Dynamite
- 2009: Dr. House (House, M.D., Fernsehserie, Episode 5x22)
- 2009: Bobby Fischer Live
- 2010: Bump+ (Kurzfilm)
- 2010: The Pacific (Miniserie, Episode 1x10)
- 2010: Big Time Rush (Fernsehserie, Episode 1x18)
- 2010: The Closer (Fernsehserie, Episode 6x07)
- 2010: The Mentalist (Fernsehserie, Episode 3x06)
- 2010: Hardcover Mysteries (Miniserie, Episode 1x04)
- 2011: I Didn’t Know I Was Pregnant (Fernsehserie, Episode 4x21)
- 2011: Cop Shows Anonymous (Fernsehserie, Episode 1x06)
- 2012: A Broken Code
- 2012: Diana (Kurzfilm)
- 2012: Femme Fatales (Fernsehserie, Episode 2x02)
- 2012: Project 12
- 2012: Mac & Devin Go to High School
- 2012: 40 Point Plan
- 2012: Attack on Maiduguri
- 2012: Ziya (Kurzfilm)
- 2012: The Legend of Black Annie
- 2012: Palms (Kurzfilm)
- 2012: Chuzhoe litso (Fernsehserie, 2 Episoden)
- 2013: 100° Below Zero – Kalt wie die Hölle (100 Degrees Below Zero)
- 2013: Age of Dinosaurs – Terror in L.A. (Age of Dinosaurs)
- 2013: The Eric Andre Show (Fernsehserie, Episode 2x01)
- 2013: Hollywood Chaos
- 2014: Jailbait
- 2014: Lethal Punisher: Kill or be killed (A Certain Justice)
- 2014: Asian School Girls – Rache war nie süßer! (Asian School Girls)
- 2014: Before It’s Too Late (Kurzfilm)
- 2015: Champion (Kurzfilm)
- 2015: Tales from the Toilet (Kurzfilm)
- 2015: If Not for His Grace
- 2015: Mr. Fiance’ (Kurzfilm)
- 2016: Ctrl Alt Delete
- 2016: The Guest House
- 2016: My Crazy Ex (Fernsehserie, Episode 2x09)
- 2016: SinVerguenzas
- 2016: Wild for the Night
- 2017: Where Birds Don’t Fly
- 2017: The KAOS Brief
- 2017: Kazakh Business in America
- 2017: American Satan
- 2018: Scandal (Fernsehserie, Episode 7x12)
- 2018: Around the Bed
- 2019: The Divisible (Kurzfilm)
- 2019: Unspeakable Indiscretions
- 2020: The Oval (Fernsehserie, Episode 1x10)
- 2020: CainAbel
- 2020: All Day and a Night
- 2020: Black Is King
- 2020: Ole Bryce
- 2020: An Actor’s Dilemma (Kurzfilm)
- 2020: Weird Weird Times (Fernsehserie, 12 Episoden)
- 2020–2021: Bits and Pieces (Fernsehserie, 2 Episoden)
- 2021: Life, Love & Truth Be Told
- 2021: In the Company of Assassins
- 2022: Unborn
- 2022: Brooklyn Knight
- 2022: We Are Human Too (Kurzfilm)
- 2023: Foresight
- 2023: Crescent Gang
- 2024: Those Who Inherit the Earth